# Sudanell
Sudanell é um município da Espanha na comarca de Segrià, província de Lérida, comunidade autónoma da Catalunha. Tem 8,36 km² de área e em 2021 tinha 844 habitantes (densidade: 101 hab./km²).

## Demografia
| Variação demográfica do município entre 1991 e 2004[carece de fontes?] | Variação demográfica do município entre 1991 e 2004[carece de fontes?] | Variação demográfica do município entre 1991 e 2004[carece de fontes?] | Variação demográfica do município entre 1991 e 2004[carece de fontes?] |
| ---------------------------------------------------------------------- | ---------------------------------------------------------------------- | ---------------------------------------------------------------------- | ---------------------------------------------------------------------- |
| 1991                                                                   | 1996                                                                   | 2001                                                                   | 2004                                                                   |
| 733                                                                    | 736                                                                    | 704                                                                    | 774                                                                    |